# SBL Greek New Testament
Греческий Новый Завет ОБЛ или SBLGNT — это издание Греческого Нового Завета содержащего критический аппарат, т. е. примечания различий текста. Это издание было опубликовано компанией Logos Bible Software и Обществом Библейской Литературы (ОБЛ) в октябре 2010 года. Его редактировал Майкл У. Холмс. Книга вышла как в твёрдом переплёте, так и в мягкой обложке.
SBLGNT содержит аппарат, который фиксирует различия не между рукописями, а скорее с другими опубликованными изданиями Греческого Нового Завета. По мнению редакции, это является функцией «читающего издания», привлекающего внимание к критическим вопросам текста. Когда был создан текст, сначала его сравнили с текстом Весткотта и Хорта, затем его сравнивали с текстом Трегеллеса, Робинсона-Пьерпона и текстом, лежащим в основе Новой Международной версии (NIV).
Текст доступен по лицензии, которая разрешает коммерческое и некоммерческое использование без лицензионных отчислений. Открытое лицензирование SBLGNT являлось целью создания этого текста, также это издание объявлено важным ресурсом для научных публикаций.